# Ontur (kommunhuvudort)
Ontur är en kommunhuvudort i Spanien.   Den ligger i provinsen Provincia de Albacete och regionen Kastilien-La Mancha, i den sydöstra delen av landet, 280 km sydost om huvudstaden Madrid. Ontur ligger 662 meter över havet och antalet invånare är 2 431.
Terrängen runt Ontur är huvudsakligen platt, men åt nordväst är den kuperad. Terrängen runt Ontur sluttar söderut. Runt Ontur är det ganska glesbefolkat, med 23 invånare per kvadratkilometer. Närmaste större samhälle är Tobarra, 17,1 km väster om Ontur. Trakten runt Ontur består till största delen av jordbruksmark.